# Настъпление
Настъплението е военна операция, която цели окупиране на територия, постигане на дадена стратегическа, оперативна или тактическа цел. Други използвани термини са офанзива и атака.
Настъпателният бой е основен вид общовойскови бой срещу противник, заемащ отбранителни позиции или е в движение. Представлява активно придвижване на войските срещу противника с цел той да бъде разгромен и унищожен. Само решителното настъпление осигурява пълен разгром на противника.
Настъплението най-често се използва, за да осигури инициативата във военен конфликт. Включва нанасяне на удари срещу противника с използване на сухопътни, военновъздушни и военноморски бойни средства. Целта е унищожаване на основните групировки на противника, постигане на пробив в защитната линия, използване на моторизирани или механизирани части за проникване зад вражеската линия и обкръжение на противника, за да му се попречи да се изтегли.